# Sebastian Castellio
Sebastia(a)n Castellio, født Sébastien Châtillon, (født i 1515 i Saint-Martin-du-Frêne (Nantua), død 23. december 1563 i Basel) var en fransk humanist, teolog og pædagog.

## Værker
- Biblia sacra latina, Basel, 1551
- Contra libellum Calvini, 1554
- De haereticis, an sint persequendi, Basel-1554
- La Bible translatée avec annotations, Basel 1555
- Conseil à la France désolée, 1562
- Arte dubitandi, 1562 (hans mesterværk)

## Eksterne links
- Wikimedia Commons har flere filer relateret til Sebastian Castellio
- Kirchenlexikon (tysk)
- Stefan Zweig om Castellio Arkiveret 3. juli 2018 hos  Wayback Machine (tysk)
- Musée virtuel du protestantismen français (fransk)